# CKay
Chukwuka Ekweani, (Kaduna, 16 de julho de 1995) mais conhecido por seu nome artístico CKay, é um cantor, compositor e produtor musical nigeriano. Ficou conhecido pelo seu single internacional "Love Nwantiti".

## Biografia
Chukwuka Ekweani nasceu em Kaduna, um estado na região noroeste da Nigéria. Seu amor pela música era impulsionado por seu pai, que era regente de coro na igreja local. Enquanto crescia, ele foi movido por instrumentos musicais, que o levou a aprender piano com seu pai. Depois disso, um amigo o apresentou ao software de produção Fruity Loops. Chukwuka Ekweani começou sua carreira musical como membro de uma banda, formada por ele e outros dois companheiros de banda, antes de iniciar sua carreira solo como CKay.

## Carreira
Em 2014, mudou-se para Lagos, depois de ser descoberto. Enquanto assinava com a Loopy Music, ele começou a trabalhar com Chocolate City, no início de 2015. Após a fusão da Loopy Music em 2016, ele se juntou oficialmente à lista de artistas da Chocolate City. Ele é um músico que fez faixas em uma variedade de gêneros, incluindo Afrobeats, R&B e Dancehall. Em 11 de setembro de 2017, ele lançou sua primeira extended play "Who the Fuck Is CKay?", por meio de Chocolate City. Em 30 de agosto de 2019, ele lançou sua segunda extended play CKay the First através do Chocolate City, e em 11 de fevereiro de 2021, ele lançou sua terceira Extended play Boyfriend  através da Warner Music South Africa . Em 4 de maio de 2021, ele confirmou no Twitter que não tinha mais contrato com a Chocolate City, mas sim com a Warner Music South Africa.
Em 2 de março de 2018, ele lançou "Container", um disco do Afrobeat influenciado pelo estilo de dança sul-africano gwara gwara. A canção tornou-se um recorde inovador e rendeu-lhe uma participação significativa nas rádios na Nigéria. Foi lançado pela Chocolate City e produzido pela Tempoe. Em 6 de julho de 2018, lançou o videoclipe, dirigido e filmado pela Myth em vários locais de Lagos.
Em 2019, após o lançamento de CKay the First, " Love Nwantiti" tornou-se um grande recorde na Nigéria. Em 14 de fevereiro de 2020, CKay lançou um remix intitulado "Love Nwantiti (Ah Ah Ah)" com Joeboy e Kuami Eugene. Em 2021, tornou-se viral no TikTok e se tornou um sucesso internacional, alcançando a posição número 23 no Reino Unido e alcançando a posição 23 no Billboard Hot 100 dos EUA. Um remix norte-africano com ElGrandeToto tornou-se popular nos países do Magrebe e na Alemanha. Um remix francês contou com Franglish, um remix alemão com Frizzo, Joeboy e Kuami Eugene, a versão espanhola com De La Ghetto, o remix da África Oriental com Rayvanny e um remix sul-africano com Tshego e Gemini Major.
Ele participou da música "La La" do álbum de estúdio de Davido, A Better Time, lançado em 13 de novembro de 2020, pela Davido Music Worldwide, RCA Records e Sony Music e "Beggie Beggie" do primeiro álbum de estúdio de Ayra Starr, 19 & Dangerous, lançado em 6 de agosto de 2021, pela Mavin Records. Em 28 de julho de 2021, ele recebeu sua primeira placa do YouTube por alcançar 100 mil inscritos. Em 8 de outubro de 2021, Ckay se tornou o primeiro artista africano a atingir 20 milhões de ouvintes do Spotify, com mais de 21 milhões de ouvintes mensais em sua página do Spotify.

## Arte
Em 4 de junho de 2019, em uma entrevista com Ayo Onikoyi do Vanguard (Nigéria), CKay descreveu seu estilo de música como Afro-pop do futuro (2056 DC especificamente). Em 24 de setembro de 2021, Helen Ainsley da Official Charts Company descreve a música de CKay como uma fusão de Afrobeats com pop, música eletrônica e até mesmo uma interpolação de música clássica.

## Discografia

### EPs
- Who the Fuck Is CKay? (2017)
- CKay the First  (2019)
- Boyfriend (2021)

### Album
- Sad Romance (2022)

### Singles
| Título(s)                                                      | Ano  | Posições mais altas nas paradas | Posições mais altas nas paradas | Posições mais altas nas paradas | Posições mais altas nas paradas | Posições mais altas nas paradas | Posições mais altas nas paradas | Posições mais altas nas paradas | Posições mais altas nas paradas | Posições mais altas nas paradas | Posições mais altas nas paradas | Certificações                                                     | Album            |
| Título(s)                                                      | Ano  | NG                              | AUS                             | FRA                             | GER                             | NLD                             | NOR                             | SWE                             | SWI                             | UK                              | US                              | Certificações                                                     | Album            |
| -------------------------------------------------------------- | ---- | ------------------------------- | ------------------------------- | ------------------------------- | ------------------------------- | ------------------------------- | ------------------------------- | ------------------------------- | ------------------------------- | ------------------------------- | ------------------------------- | ----------------------------------------------------------------- | ---------------- |
| "Container"                                                    | 2017 | —                               | —                               | —                               | —                               | —                               | —                               | —                               | —                               | —                               | —                               |                                                                   | Single sem álbum |
| "Way"                                                          | 2019 | —                               | —                               | —                               | —                               | —                               | —                               | —                               | —                               | —                               | —                               |                                                                   | CKay the First   |
| "Love Nwantiti"                                                | 2019 | —                               | —                               | —                               | —                               | —                               | —                               | —                               | —                               | —                               | —                               | - SNEP: Diamond                                                   | CKay the First   |
| "Felony"                                                       | 2020 | —                               | —                               | —                               | —                               | —                               | —                               | —                               | —                               | —                               | —                               |                                                                   | Boyfriend        |
| "Skoin Skoin" (featuring Bianca Costa)                         | 2021 | —                               | —                               | —                               | —                               | —                               | —                               | —                               | —                               | —                               | —                               |                                                                   | Boyfriend        |
| "Love Nwantiti (Ah Ah Ah)" (featuring Joeboy and Kuami Eugene) | 2021 | 14                              | 8                               | 1                               | 6                               | 1                               | 1                               | 4                               | 1                               | 3                               | 26                              | - ARIA: Gold - BPI: Platinum - BVMI: Platinum - RIAA: 4× Platinum | Sad Romance      |
| "Kiss Me Like You Miss Me" (with Payal Dev)                    | 2021 | —                               | —                               | —                               | —                               | —                               | —                               | —                               | —                               | —                               | —                               |                                                                   | Single sem álbum |
| "Emiliana"                                                     | 2021 | 5                               | —                               | 9                               | —                               | 21                              | —                               | 90                              | 27                              | —                               | —                               | * SNEP: Platinum                                                  | Sad Romance      |
| "By Your Side" (featuring Blxckie)                             | 2021 | —                               | —                               | —                               | —                               | —                               | —                               | —                               | —                               | —                               | —                               |                                                                   | Sad Romance      |
| "Maria" (featuring Silly Walks Movement)                       | 2022 | —                               | —                               | —                               | —                               | —                               | —                               | —                               | —                               | —                               | —                               |                                                                   | Single sem album |
| "Watawi" (featuring Davido, Focalistic, and Abidoza)           | 2022 | 13                              | —                               | —                               | —                               | —                               | —                               | —                               | —                               | —                               | —                               |                                                                   | Sad Romance      |